# Burdż Bu Urajridż
Burdż Bu Urajridż – miasto w północnej Algierii, w Atlasie Tellskim, ośrodek administracyjny prowincji Burdż Bu Urajridż. Około 140 tys. mieszkańców (2005).